# Marcus Sandberg
Marcus Sandberg (Rönnäng, Suecia, 7 de noviembre de 1990) es un futbolista sueco. Juega de guardameta y su equipo es el HamKam de la Eliteserien.

## Selección
| Selección        | Año  | PJ | Goles |
| ---------------- | ---- | -- | ----- |
| Selección sub-21 | 2013 | 3  | 0     |

## Clubes
| Club                   | País    | Año           | Partidos | Goles |
| ---------------------- | ------- | ------------- | -------- | ----- |
| IFK Göteborg           | Suecia  | 2009-2011     | 41       | 0     |
| Ljungskile SK (cedido) | Suecia  | 2012          | 26       | 0     |
| IFK Göteborg           | Suecia  | 2013-2015     | 18       | 0     |
| Vålerenga              | Noruega | 2016-2018     | 39       | 0     |
| Stabæk IF              | Noruega | 2018-2022     | 138      | 0     |
| HamKam                 | Noruega | 2023-presente | 56       | 0     |